# David Valle Millán

## Trayectoria
El 9 de julio de 2011 firmó con el Gimnàstic de Tarragona para la temporada 2011-12. Al año siguiente firmó con el San Fernando Club Deportivo de la Segunda División B (Grupo IV), equipo andaluz.
En noviembre de 2018 fichó por el Extremadura UD como entrenador de porteros.

## Clubes
| Club                   | País   | Año       |
| ---------------------- | ------ | --------- |
| UDA Gramenet B         | España | 2000-2001 |
| UDA Gramanet           | España | 2001-2004 |
| Terrasa FC             | España | 2004-2005 |
| Valencia CF            | España | 2005      |
| Hércules CF            | España | 2005-2006 |
| Córdoba CF             | España | 2006-2009 |
| Polideportivo Ejido    | España | 2009-2010 |
| CF Badalona            | España | 2010-2011 |
| Gimnàstic de Tarragona | España | 2011-2012 |
| San Fernando CD        | España | 2012-2014 |